# Wielociałowa lokalizacja
Wielociałowa lokalizacja – wielociałowa faza nieergodyczna w układach izolowanych, charakteryzująca się brakiem dyfuzji.

## Układy ergodyczne a lokalizacja
W fizyce klasycznej, jak i kwantowej rozpatrujemy ewolucję wielkości fizycznej {\displaystyle {\mathcal {O}}} w przestrzeni fazowej jako funkcję zmiennych kanonicznych {\displaystyle {\mathcal {O}}={\mathcal {O}}(p,q).} Ponieważ układ jest dynamiczny jego stan opisywany jest przez punkt w danej chwili czasu {\displaystyle (p(t),q(t))=P(t),} którego ewolucja zdeterminowana jest przez równania Hamiltona. Średnia czasowa {\displaystyle \langle {\mathcal {O}}\rangle _{t}} zdefiniowana jest jak
{\displaystyle \langle {\mathcal {O}}\rangle _{t}=\lim _{T\to \infty }{\frac {1}{T}}\int _{0}^{T}{\mathcal {O}}(t)dt.}
Teoria ergodyczna opiera się na założeniu, że każdy punkt przestrzeni fazowej może zostać obsadzony przez układ w dostatecznie długim czasie. Konsekwencją tego jest równość pomiędzy zdefiniowaną średnią czasową danej wielkości a jej średnią po danym zespole statystycznym. Mówimy wówczas, że dany układ termalizuje. Jeżeli układ nie osiąga wszystkich punktów przestrzeni mówimy, że układ jest nieergodyczny. Mechanizmem prowadzącym do złamania teorii ergodycznej jest zjawisko lokalizacji, w której układ ogranicza swój ruch wyłącznie do małego wycinka całej dostępnej mu przestrzeni fazowej.

## Lokalizacja pojedynczej cząstki
Jednym z pierwszych poznanych modeli tłumaczących zjawisko lokalizacji w układach kwantowych był model zaproponowany przez Philipa W. Andersona. Mechanizmem prowadzący do lokalizacji był wprowadzony do układu nieporządek.

## Wielociałowa lokalizacja
W przypadku lokalizacji w modelach, w których cząsteczki układu oddziałują mówimy o zjawisku wielociałowej lokalizacji.